# Enrico Scuri
Enrico Scuri, né le 26 avril 1805 et mort le 4 mai 1884, est un peintre italien, actif dans un style romantique.

## Biographie
Enrico Scuri naît et meurt à Bergame. À l'âge de 13 ans, il est devient l'élève de Giuseppe Diotti, où il côtoie Francesco Coghetti et Giovanni Carnovali.

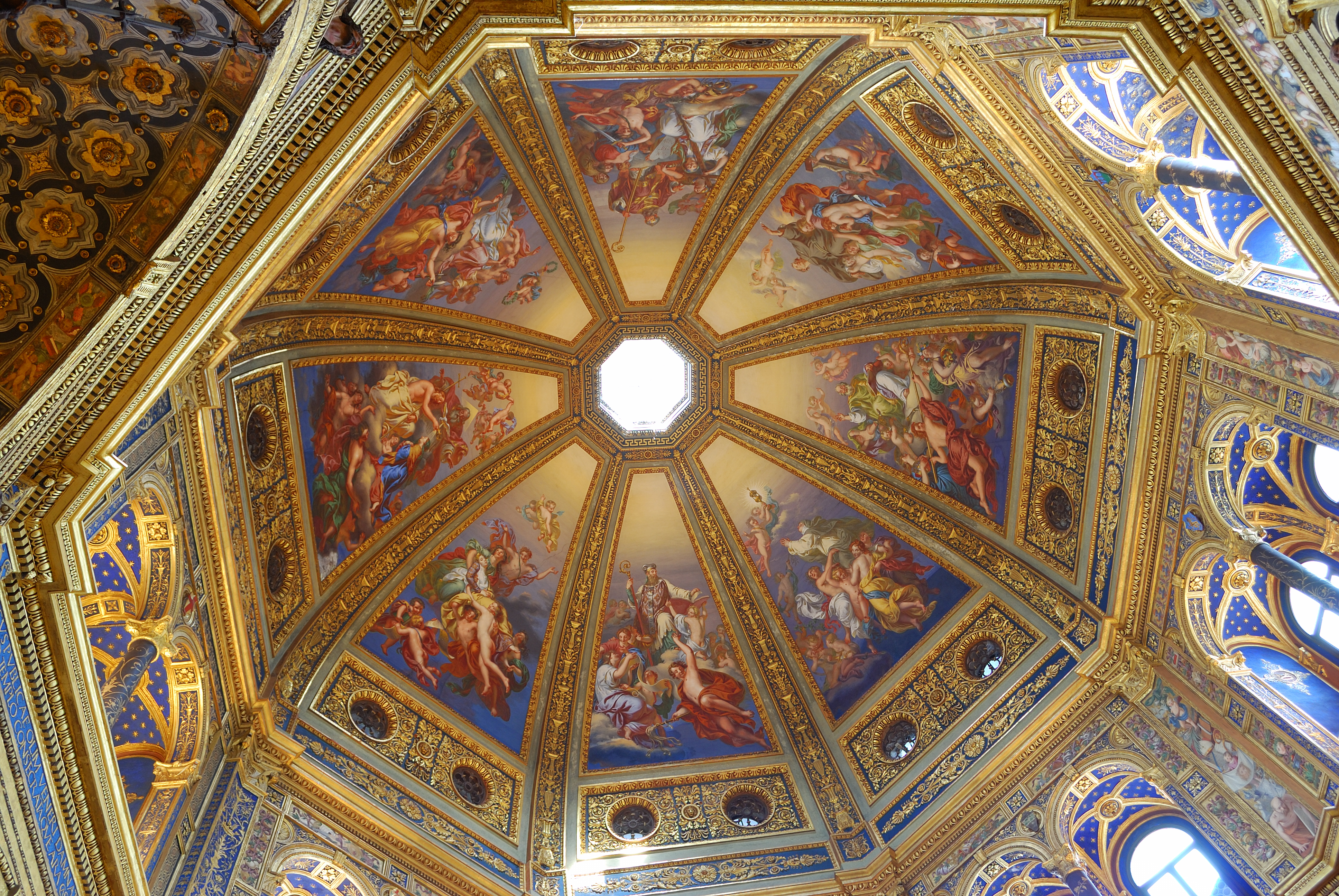
Coupole de l'Incoronata à Lodi.

Il est prolifique. Il peint la coupole du Sanctuaire des Incoronata à Lodi en Lombardie. Il peint également la fresque de la coupole de l'Immaculée à Bergame, les fresques de l'église de Sant'Alessandro in Zebedia à Milan et les fresques de l'église de Stezzano.

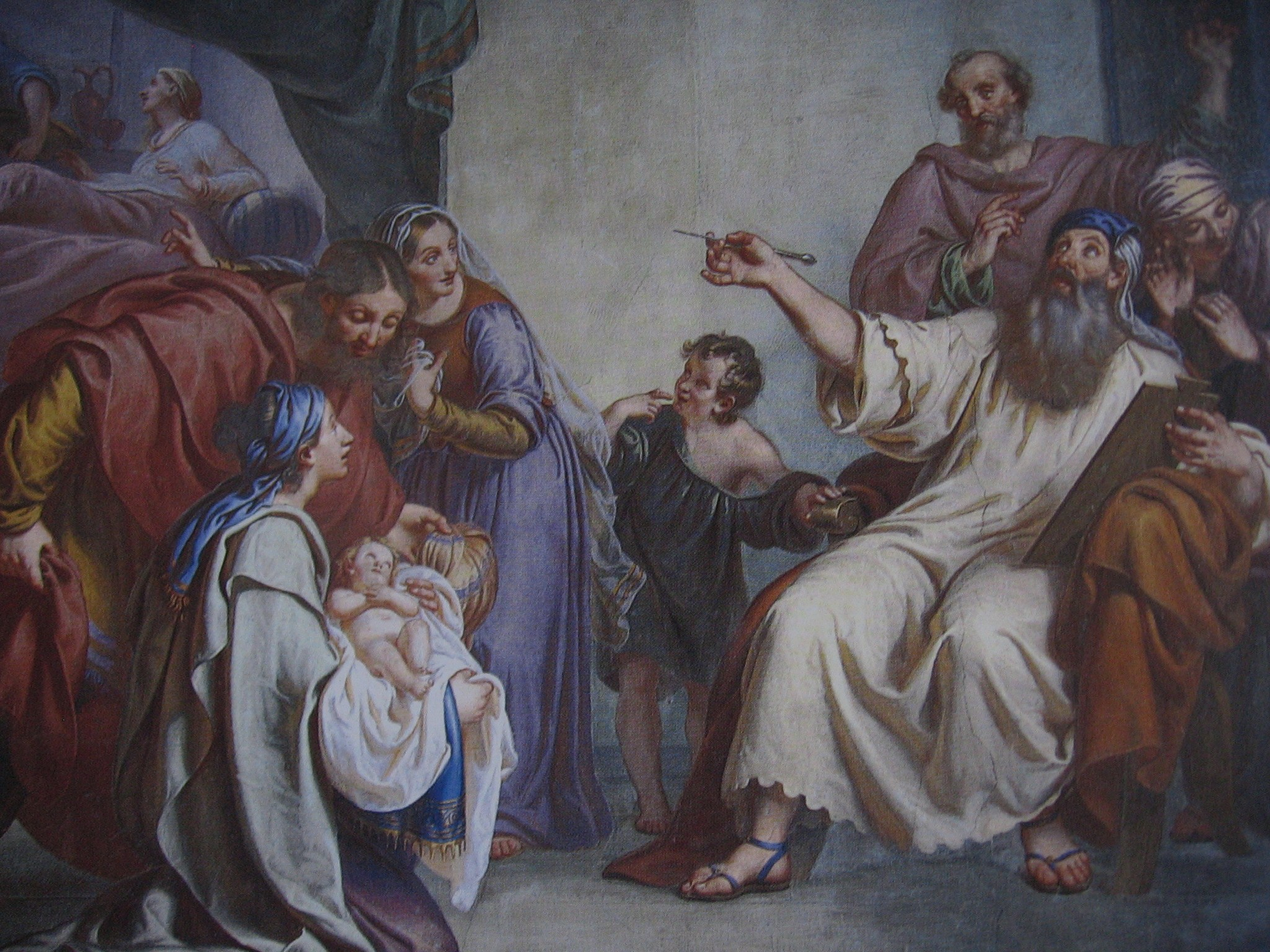
Naissance de Jean-Baptiste, fresques dans l'église de Stezzano.

Il peint la fresque quatre médaillons dans une chapelle dédiée au Bienheureux Alessandro Saul, dans l'église de Sant 'Alessandro à Milan. Parmi ses peintures de sujets sacré, on peut citer les suivantes : St Simon Stock, reçoit le scapulaire de la Vierge Marie, retable commandé par la fabbriceria de Calolzio ; Saints Nazaire et Celsus condamnés au Martyre commandé par la fabbriceria d'Urgnano ; Sainte Hélène et le Miracle de la Croix, commandée par la fabbriceria de Rudiano ; Le Triomphe de l'Addolorata, pour l'église de San Lorenzo à Lodi ; Le Transit de St Joseph pour l'église parrochiale de Seriate ; et Bénédiction des enfants, commandée par le comte Petrobelli de Bergame.
Parmi ses peintures de sujets historiques ou romantiques figurent: La mort d' Aganodeca (Ossian) ; La Chasse de Bernabò Visconti (nocturne commandée par le marquis Antonio Visconti de Milan); Scène finale de Filippo par Alfieri ; Diana et Endymion, une scène au clair de lune; Satan surpris par l'ange Ithuriel, (scène au clair de lune basée sur Le Paradis perdu de Milton), achetée par le prince Pyotr Gorchakov de Saint-Pétersbourg, Russie; Tardi rimorsi ; Danse de la mort (Goethe) dans deux tableaux de scènes au clair de lune; Un sabbat de sorcière (éclairé par une lampe); et E caddi come corpo morto cade (d'après les vers de Dante). 

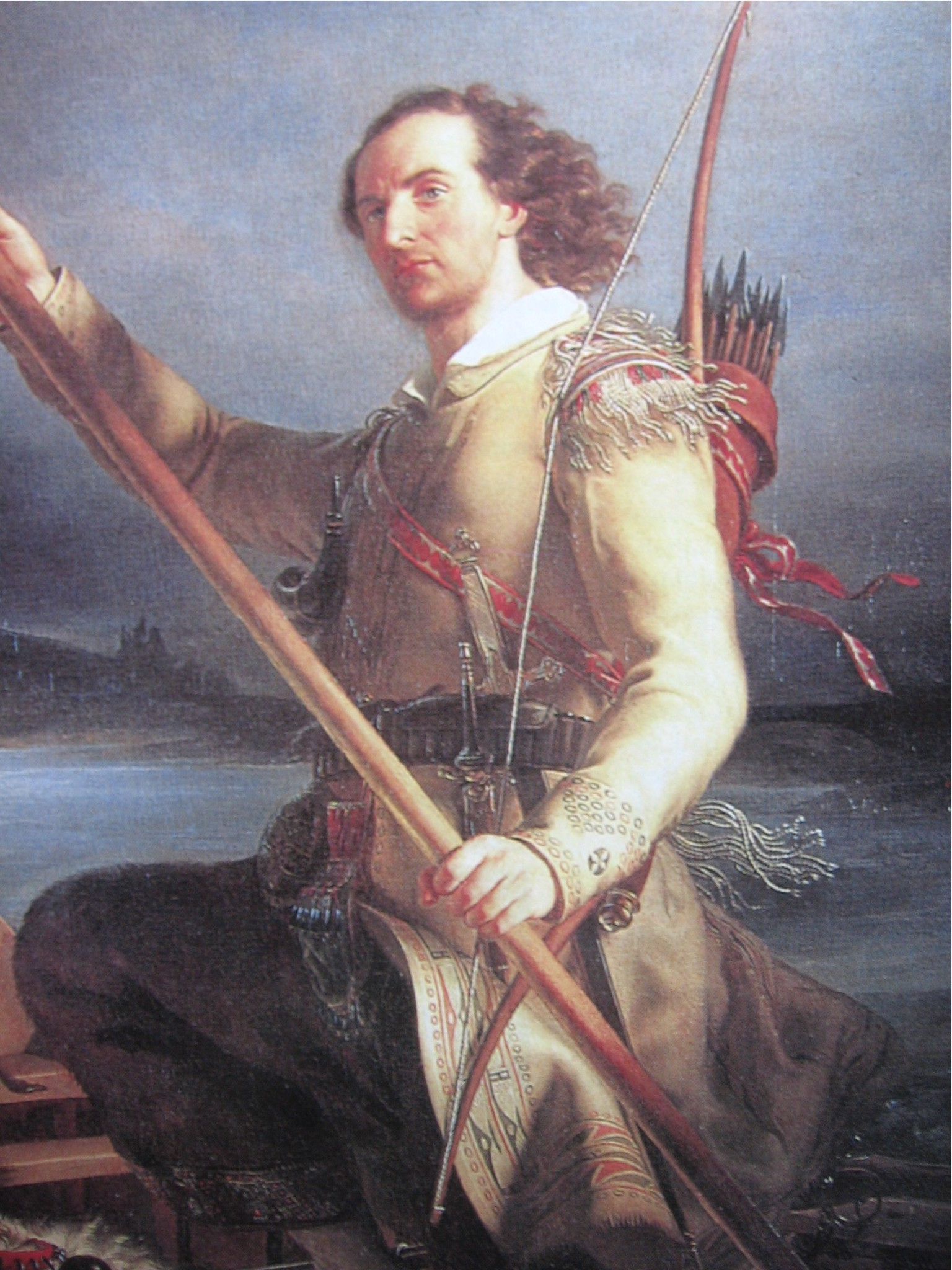
Beltrami découvre la source du Mississippi.

Parmi ses portraits historiques, citons : l'un des célèbres voyageurs Giacomo Costantino Beltrami de Bergame, découvrant la source du Mississippi, aujourd'hui à l'Accademie Carrara ; du compositeur Simone Mayr complétant une mélodie, toile jadis au conservatoire de musique de Bergame. Il réalise également de nombreux portraits privés. 
Il réalise également des dessins pour la dernière nuit de Néron, inspirés du drame de Pietro Cossa, et poursuit la conception d'un sipario (rideau de théâtre), exposé à Turin en 1875 et dans une salle de l'académie de Carrare. 
Scuri devient membre honoraire de nombreuses sociétés artistiques. Après la mort de Diotti, il remplace son maître en tant que directeur de l'Accademia Carrara à Bergame, où il enseigne pendant quarante ans. Parmi les élèves d'Enrico figurent Giovanni Gavazzeni et Giulio Gorra. 